# Sonnaz (rivier)
De Sonnaz is een zijriviertje van de Saane (frans: Sarine) en ligt in het kanton Fribourg in Zwitserland. Het riviertje is 13 kilometer lang en ontwatert een gedeelte van het Fribourgische middenland. 
Het stroomt door de gemeenten Prez, Belfaux en La Sonnaz, dat naar het riviertje vernoemd is. De rivier mondt uit in het stuwmeer, het Schiffenenmeer,  bij Pensier, gemeente Barberêche.
Het riviertje werd de eerste keer genoemd in 1317 met de naam Sonna.